# Grathem
Grathem ist ein Dorf in der Gemeinde Leudal der niederländischen Provinz Limburg und liegt 10 Kilometer westlich von Roermond. Sie ist eine Kirchengemeinde und ehemalige Gemeinde mit etwa 1.665 Einwohnern in der Gemeinde Leudal (Stand: 1. Januar 2024).

## Geschichte
Grathem gehörte jahrhundertelang zu den Land von Thorn, zu dem außerdem die Orte Thorn, Ittervoort, Beersel, Haler, Baexem, Oler, Ell und Stramproy gehörten. Erst 1818 wurden die Ortsteile Kelpen und Oler der Gemeinde Grathem zugewiesen.
Grathem wurde am 17. November 1944 durch die Alliierten befreit.
Die nächste Gebietsreform im Jahr 1991 brachte Grathem mit den Gemeinden und Baexem zur Gemeinde Heythuysen zu einer Verwaltungseinheit zusammen. 2007 wurde die Gemeinde Heythuysen eingemeindet in der Gemeinde Leudal.

## Sehenswertes
- Schloss beim Gerichtshof
- Great Buggenum Castle
- Grathemermolen

## Persönlichkeiten
- Philipp Houben (1767–1855), deutscher Verwaltungsbeamter, Notar und als Autodidakt Provinzialrömischer Archäologe